# 2024년 선거 목록
2024년 선거 목록은 2024년에 치러졌거나, 치러질 예정인 선거에 대한 목록이다.
- 1월
  - 2024년 방글라데시 총선
  - 2024년 부탄 총선(2차)
  - 2024년 1월 신트마르텐 총선
  - 2024년 중화민국 총통 선거
  - 2024년 중화민국 입법위원 선거
  - 2024년 코모로 대통령 선거
  - 2024년 리히텐슈타인 국민투표
  - 2024년 투발루 총선
  - 2024년 핀란드 대통령 선거(1차)

- 2월
  - 2024년 엘살바도르 대통령 선거
  - 2024년 엘살바도르 총선
  - 2024년 코스타리카 지방선거
  - 2024년 일본 교토시장 선거
  - 2024년 아제르바이잔 대통령 선거
  - 2024년 파키스탄 총선
  - 2024년 핀란드 대통령 선거(2차)
  - 2024년 엘살바도르 지방선거(1차)
  - 2024년 인도네시아 대통령 선거
  - 2024년 인도네시아 총선
  - 2024년 도미니카 공화국 지방선거
  - 2024년 자메이카 지방선거
  - 2024년 이스라엘 지방선거
  - 2024년 캄보디아 상원의원 선거
  - 2024년 벨라루스 총선
  - 2024년 리히텐슈타인 국민투표

- 3월
  - 2024년 이란 총선(1차)
  - 2024년 이란 전문가회의 선거
  - 2024년 엘살바도르 지방선거(2차)
  - 2024년 스위스 국민투표
  - 2024년 벨리즈 지방선거
  - 2024년 아일랜드 국민투표
  - 2024년 파키스탄 대통령 선거
  - 2024년 포르투갈 총선
  - 2024년 러시아 대통령 선거
  - 2024년 슬로바키아 대통령 선거(1차)
  - 2024년 세네갈 대통령 선거
  - 2024년 튀르키예 지방선거

- 4월
  - 2024년 파키스탄 상원의원 선거
  - 2024년 벨라루스 공화국 총선
  - 2024년 쿠웨이트 총선
  - 2024년 슬로바키아 대통령 선거(2차)
  - 대한민국 제22대 국회의원 선거, 2024년 대한민국 재보궐선거(상반기)
  - 2024년 크로아티아 총선
  - 2024년 솔로몬 제도 총선
  - 2024년 인도 하원 선거
  - 2024년 에콰도르 국민투표
  - 2024년 몰디브 총선
  - 2024년 북마케도니아 대통령 선거(1차)
  - 2024년 토고 총선
  - 2024년 토고 지방선거

- 5월
  - 2024년 영국 지방선거
  - 2024년 파나마 총선
  - 2024년 차드 대통령 선거
  - 2024년 북마케도니아 대통령 선거(2차)
  - 2024년 이란 총선(2차)
  - 2024년 리투아니아 대통령 선거(1차)
  - 2024년 리투아니아 국민투표
  - 2024년 도미니카 공화국 대통령 선거
  - 2024년 도미니카 공화국 총선
  - 2024년 도미니카 공화국 중앙아메리카 의회
  - 2024년 리투아니아 대통령 선거(2차)
  - 2024년 캄보디아 지방선거
  - 2024년 마다가스카르 총선
  - 2024년 남아프리카 공화국 총선
  - 2024년 바누아투 국민투표

- 6월
  - 2024년 아이슬란드 대통령 선거
  - 2024년 멕시코 대통령 선거
  - 2024년 멕시코 총선
  - 2024년 멕시코 지방선거
  - 2024년 유럽연합 선거
  - 2024년 이탈리아 지방선거(1차)
  - 2024년 벨기에 총선
  - 2024년 벨기에 지방선거
  - 2024년 불가리아 총선
  - 2024년 산마리노 총선
  - 2024년 슬로베니아 국민투표
  - 2024년 남오세티야 총선
  - 2024년 스위스 국민투표
  - 2024년 태국 상원의원 선거
  - 2024년 키프로스 지방선거
  - 2024년 리히텐슈타인 국민투표
  - 2024년 이탈리아 지방선거(2차)
  - 2024년 이란 대통령 선거(1차)
  - 2024년 몽골 총선
  - 2024년 모리타니 총선
  - 2024년 프랑스 총선(1차)

- 7월
  - 2024년 영국 총선
  - 2024년 이란 대통령 선거(2차)
  - 2024년 프랑스 총선[2차(결선)]
  - 2024년 도쿄도지사 선거
  - 2024년 르완다 대통령 선거
  - 2024년 르완다 총선
  - 2024년 시리아 총선
  - 2024년 베네수엘라 대통령 선거

- 8월
  - 2024년 키리바시 총선(1차)
  - 2024년 키리바시 총선(2차)
  - 2024년 8월 신트마르텐 총선

- 9월
  - 2024년 아제르바이잔 총선
  - 2024년 작센 주의회 선거
  - 2024년 튀링겐 주의회 선거
  - 2024년 알제리 대통령 선거
  - 2024년 러시아 지방선거
  - 2024년 요르단 총선
  - 2024년 체코 지방선거
  - 2024년 체코 상원의원 선거(1차)
  - 2024년 스리랑카 대통령 선거
  - 2024년 스위스 국민투표
  - 2024년 체코 상원의원 선거(2차)
  - 2024년 오스트리아 국민의회 선거

- 10월
  - 2024년 튀니지 총선
  - 2024년 모잠비크 대통령 선거
  - 2024년 모잠비크 총선
  - 2024년 브라질 지방선거(1차)
  - 2024년 보스니아 지방선거
  - 2024년 리투아니아 총선
  - 2024년 오스트리아 포어아를베르크주 선거
  - 2024년 벨기에 지방선거
  - 2024년 대한민국 재보궐선거(하반기)
  - 2024년 몰도바 대통령 선거
  - 2024년 몰도바 국민투표
  - 2024년 조지아 대통령 선거(1차)
  - 2024년 조지아 총선
  - 2024년 우루과이 대통령 선거(1차)
  - 2024년 우루과이 총선(1차)
  - 2024년 브라질 지방선거(2차)
  - 2024년 칠레 지방선거
  - 2024년 우즈베키스탄 총선
  - 제50회 일본 중의원 의원 총선거
  - 2024년 보츠와나 총선

- 11월
  - 2024년 미국 대통령 선거
  - 2024년 미국 주지사 선거
  - 2024년 팔라우 대통령 선거
  - 2024년 팔라우 총선
  - 2024년 모리셔스 총선
  - 2024년 소말릴란드 대통령 선거
  - 2024년 스리랑카 총선
  - 2024년 우루과이 대통령 선거(2차)
  - 2024년 우루과이 총선(2차)
  - 2024년 기니비사우 총선
  - 2024년 루마니아 대통령 선거(1차)[1]
  - 2024년 스위스 국민투표
  - 2024년 오스트리아 슈타이어마르크주 선거
  - 2024년 인도네시아 지방선거
  - 2024년 나미비아 총선
  - 2024년 아일랜드 총선
  - 2024년 아이슬란드 총선

- 12월
  - 2024년 리히텐슈타인 국민투표
  - 2024년 루마니아 총선
  - 2024년 아루바 총선
  - 2024년 가나 대통령 선거
  - 2024년 가나 총선
  - 2024년 크로아티아 대통령 선거(1차)

## 같이 보기
- 2023년 선거 목록
- 2025년 선거 목록